# Damaget de Ialisos
Damaget (en grec antic: Δαμάγητος, Damágetos, llatí: Damagetus) fou un rei mític de Ialisos (Rodes), contemporani d'Ardis I de Lídia i Fraortes de Mèdia. Va viure al segle viii aC.
Obeint l'oracle de Delfos es va casar amb la germana d'Aristòmenes de Messènia, i d'aquest matrimoni va sorgir la família dels eràtides o diagòrides, famosa per les seves victòries a les olimpíades.